# Дэвис, Брэндон
Брэ́ндон Дэ́вис (англ. Brandon Davis; 30 августа 1995 года, Маммот-Лейкс, штат Калифорния, США) — американский сноубордист, выступающий в акробатических дисциплинах.
- Призёр этапов кубка мира (всего - 1 подиум);
- Бронзовый призёр чемпионата мира среди юниоров в слоупстайле (2012).

## Спортивные достижения

### Юниорские достижения
| Год  | Место проведения  | Возраст | Хафпайп | Слоупстайл |
| ---- | ----------------- | ------- | ------- | ---------- |
| 2012 | ЮЧМ Сьерра-Невада | U19     | 13      | 3          |

### Результаты выступлений в Кубке мира
| 2014/15 Итоги (AFU) | 2014/15 Итоги (AFU) | Стамбул | ЧМ Крайшберг | Стоунхем | Парк-Сити |
| Очков               | Место               | Б-Э     | Х-П          | Х-П      | Х-П       |
| 600                 | 3                   | 3       | -            |          |           |

| 2013/14 Итоги (AFU) | 2013/14 Итоги (AFU) | Кардона | Рука | Купер | Стоунхем | ОИ Сочи |
| Очков               | Место               | Х-П     | Х-П  | Х-П   | Х-П      | Х-П     |
| 320                 | 64                  | -       | -    | 8     | -        | -       |

| 2012/13 Итоги (AFU) | 2012/13 Итоги (AFU) | Кардона | Рука | Купер | Купер | ЧМ Стоунхем | Парк-Сити | Сочи | Сьерра-Невада |
| Очков               | Место               | Х-П     | Х-П  | Х-П   | С-С   | Х-П         | Х-П       | Х-П  | Х-П           |
| 3                   | 238                 | -       | CANC | -     | 92    | -           | -         | -    | -             |